# Tynnered
Tynnered est un quartier de Göteborg en Suède.

## Division municipale
Tynnered est divisé en zones primaires Bratthammar, Grevegården, Guldringen, Kannebäck et Skattegården, qui font partie de la zone urbaine Sydväst. Le district de Tynnered a une superficie de 297 hectares. Jusqu'au 1er janvier 2011, il s'agissait d'une zone de conseil de district séparée.